# Phytoecia rufiventris
Phytoecia rufiventris là một loài bọ cánh cứng trong họ Cerambycidae.